# 콘라트 2세 (보헤미아)

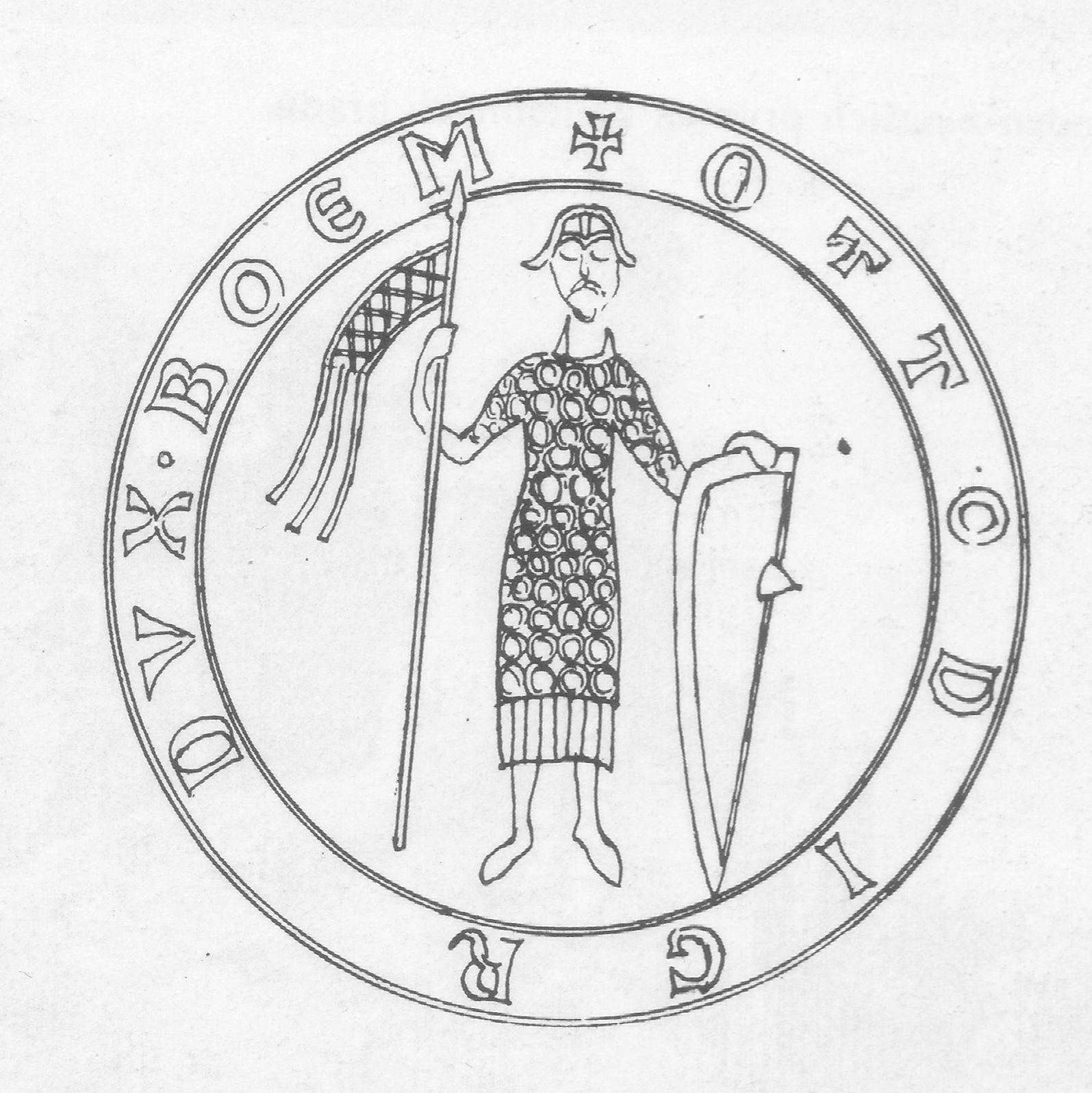
콘라트 2세의 인장

콘라트 2세(체코어: Konrád II.) 또는 콘라트 2세 오타(체코어: Konrád II. Ota, 1136년경 ~ 1191년 9월 9일)는 보헤미아의 공작(재위: 1189년 ~ 1191년)이다.

## 생애
즈노이모 공작 콘라트 2세(Konrád II.)의 아들로 태어났다. 그의 어머니는 세르비아의 대공 우로시 1세(Uroš I)의 딸인 마리야(Marija)이다.
1161년 콘라트 2세가 사망한 이후에 즈노이모 공작으로 즉위했다. 1173년에는 브르노를 점령했고 올로모우츠를 제외한 모라바의 대부분을 지배했다. 1176년 여름에는 도나우강 북쪽을 넘어 보헤미아로 진격했다. 이 과정에서 수많은 교회와 수도원이 파괴되었고 교황 알렉산데르 3세는 소베슬라프 2세를 파문시켰다. 이를 계기로 콘라트 오타는 신성 로마 제국의 프리드리히 1세 황제를 지지하게 된다.
1178년에는 오스트리아 공작 레오폴트 5세와 함께 프라하를 점령하는 한편 모라바 원정에 나섰다. 1182년 신성 로마 제국의 프리드리히 1세 황제는 레겐스부르크에서 열린 회의에서 콘라트 오타를 모라바 변경백으로 임명했다.
1189년 베드르지흐가 사망한 이후에 보헤미아의 공작으로 즉위했다. 1191년 9월 9일 시칠리아 왕국 나폴리 근처에서 제3차 십자군 원정에 나서던 도중에 흑사병으로 인해 사망했다. 콘라트 2세가 후사 없이 사망했기 때문에 그의 공작위는 소베슬라프 2세의 동생인 바츨라프 2세가 승계받았다.
| 전임 베드르지흐 | 보헤미아의 공작 1189년 ~ 1191년 | 후임 바츨라프 2세 |